# Bóng chày tại Thế vận hội Mùa hè 2020
Bóng chày là một môn tranh huy chương tại Thế vận hội Mùa hè năm 2020 tại Tokyo, lần đầu tiên trở lại sau kì Thế vận hội mùa hè 2008. Sáu đội tuyển tham gia tranh tài ở môn này: Israel, Nhật Bản (nước chủ nhà), Mexico, Hàn Quốc, Mĩ, và Cộng hoà Dominica.
Bóng chày/Bóng mềm là một trong năm bộ môn tự chọn được bổ sung vào chương trình Thế vận hội Mùa hè.  Đội tuyển Nhật Bản giành huy chương vàng Thế vận hội lần đầu tiên trong lịch sử. Thế vận hội dự kiến diễn ra vào năm 2020 nhưng do ảnh hưởng của dịch COVID-19, đã bị hoãn sang năm 2021, và các nội dung thi đấu bao gồm bóng chày phải diễn ra mà không có khán giả.

## Danh sách vận động viên được trao huy chương
| Event            | Vàng | Bạc | Đồng |
| ---------------- | --- | --- | --- |
| Men's tournament | Nhật Bản · Aoyagi Kōyō · Iwazaki Suguru · Morishita Masato · Itoh Hiromi · Yamamoto Yoshinobu · Tanaka Masahiro · Yamasaki Yasuaki · Kuribayashi Ryoji · Ōno Yūdai · Senga Kodai · Taira Kaima · Umeno Ryutaro · Kai Takuya · Yamada Tetsuto · Genda Sōsuke · Asamura Hideto · Kikuchi Ryosuke · Sakamoto Hayato · Murakami Munetaka · Kondo Kensuke · Yanagita Yuki · Kurihara Ryoya · Yoshida Masataka · Suzuki Seiya | Hoa Kỳ · Shane Baz · Anthony Carter · Brandon Dickson · Anthony Gose · Edwin Jackson · Scott Kazmir · Nick Martinez · Scott McGough · David Robertson · Joe Ryan · Ryder Ryan · Simeon Woods Richardson · Tim Federowicz · Mark Kolozsvary · Nick Allen · Eddy Alvarez · Triston Casas · Todd Frazier · Jamie Westbrook · Tyler Austin · Eric Filia · Patrick Kivlehan · Jack López · Bubba Starling | Cộng hòa Dominica · Darío Álvarez · Gabriel Arias · Jairo Asencio · Luis Felipe Castillo · Jumbo Díaz · Junior García · Jhan Mariñez · Cristopher Mercedes · Denyi Reyes · Ramón Rosso · Ángel Sánchez · Raúl Valdés · Roldani Baldwin · Charlie Valerio · José Bautista · Juan Francisco · Jeison Guzmán · Erick Mejia · Gustavo Núñez · Emilio Bonifácio · Melky Cabrera · Johan Mieses · Yefri Pérez · Julio Rodríguez |